# Laubach (Lein, Abtsgmünd)
Der Laubach, auch Reichenbacher Laubach genannt, ist ein Bach des Albuchvorlandes im baden-württembergischen Ostalbkreis überwiegend in der Stadtteilgemarkung Dewangen von Aalen. Am Ende seines über 5 km langen Laufs in westlicher bis nordwestlicher Richtung mündet er beim Dorf Laubach der Gemeinde Abtsgmünd von rechts in die untere Lein.
Etwa 11 km weiter flussaufwärts mündet oberhalb von Leinzell ein anderer Laubach von links in die Lein, etwa 61⁄2 km weiter abwärts der Laubbach von rechts im Dorf Abtsgmünd.

## Geographie

### Verlauf
Das Quellgebiet liegt östlich des Dewangener Riegelhofes und westlich der L 1080 von Dewangen nach Essingen im und um das kleine Waldgebiet um den darin in einer Lichtung liegenden Dreherhof.
Die amtliche Gewässerkarte setzt den Ursprung etwas nordöstlich des Waldrandes und gegenüber dem Einzelanwesen Gobühl dicht an die Westseite der genannten Landesstraße auf etwa 492 m ü. NHN, von wo der Bach zunächst westsüdwestwärts abfließt. Auf einer Karte aus der ersten Hälfte des 20. Jahrhunderts dort noch als offener Lauf eingezeichnet, ist er allerdings auf seinen ersten halben Kilometer inzwischen überdeckt worden und die Wiesen dort durchzieht nicht einmal mehr ein Entwässerungsgraben.
Nach diesem halben Kilometer fließt von links ein nur etwa 1⁄4 km langes Bächlein zu, das östlich des Schultheißenhöfles im Nordrand des genannten Waldstücks auf etwa 480 m ü. NHN entspringt. Ab seiner Zumündung fließt der Laubach dann in beibehaltener Richtung offen weiter, erst an einem Feuchtgebiet vorbei, passiert dann das links liegende Schultheißenhöfle und nimmt nach insgesamt 1,3 km ab der verdeckten Quelle bei Gobühl von links und Osten den etwa 1,0 km langen Riegelbach auf, der auf etwa 483 m ü. NHN im Wald nahe dem Dreherhof entsteht. Auch ihn ordnen einige dem Laubach als Oberlauf zu, vielleicht wegen seiner größeren Richtungskonstanz zu dessen anschließendem Laufabschnitt.
Der Laubach fließt danach in mehr und mehr eingeschnittener, schmaler und bewaldeter Talkerbe, an deren Flanken oft schiefriger Fels ansteht, westwärts am Riegelhof vorbei, wo von Südsüdosten her auf etwa 445 m ü. NHN der Wiesenbach oder Wiesengraben zumündet. Er verläuft nun deutlich gewunden. Die entlang dem Riegelbach von der L 1080 her ins Einzugsgebiet eingetretene K 3240 folgt von nun an dem Lauf in wenig Abstand bis fast zu seiner Mündung, an dem stille Abschnitte mit kleinen Abstürrzen abwechseln und unmittelbar an dessen Ufern Erlen, Eschen und Ahornbäume stehen. Das Bett ist bis 4 m breit und der Bach fließt, wo nicht durch Sicherung der begleitenden Straße beeinträchtigt, recht naturnah.
Ein kleines Auwäldchen am Ufer endet an der Ortsgrenze von Reichenbach, in dem der Bach sich auf westnordwestlichen Lauf wendet und Tal und Bach von der K 3239 Dewangen–Heuchlingen gequert werden. Am unteren Ortsende mündet der Reichenbacher Haldenbach von Süden her zu, danach setzt sich der Talwald geschlossen fort. Im Folgenden wird der Bach bis zu 8 m breit, das Bett ist steinig und oft von Felsplatten gebildet, es gibt Sand- und Kiesbänke am Lauf und Steinbrocken im Lauf sind mit Moosen oder Algen überwachsen.
Erst nach dem Zufluss des mit ca. 1,9 km Länge und ca. 1,1 km² Einzugsgebiet größten Nebenflusses von Osten her, der auf den gängigen Karten namenlos ist, gibt es wieder eine kleine Tallichtung rechts am Ufer, wenig später um das Bronnenhaus ist der ganze rechte Hang offen.
Der Bach wechselt nun, weniger als 1,5 km vor seiner Mündung, auf die Teilgemarkung Laubach der Gemeinde Abtsgmünd über. Abschnittsweise gibt es hohe Felsen am mäandrierenden Bach. Nach einer letzten Enge zwischen Waldstücken am rechten und linken Hang öffnen sich beide und bald danach tritt der Bach ins Dorf Laubach ein, in dem sein Lauf unverdeckt bleibt. Die begleitende K 3240 quert ihn über eine Brücke und am Ortsende läuft er zwischen der das Leintal hinabführenden L 1075 und dem Schloss Laubach zu seiner Linken. Dann fließt er auf etwa 379 m ü. NHN neben der Flussbrücke dieser Landesstraße von rechts der unteren Lein zu.
Der Laubach mündet nach 5,1 km langem Weg mit mittlerem Sohlgefälle von rund 20 ‰ etwa 101 Höhenmeter unterhalb der Waldquelle seines kürzeren linken und offenen Oberlaufs.

### Einzugsgebiet
Das Einzugsgebiet des Laubachs ist 6,7 km² groß. Es liegt im Albuchvorland genannten Teil des Östlichen Albvorlandes und zerfällt naturräumlich in zwei etwa gleich große Teile. Der tiefere nordwestliche um den Unterlauf liegt im Teilraum Liasplatten über Rems und Lein, der höhere südöstliche im Teilraum Welland. Dort sind an der Wasserscheide die insgesamt höchsten Lagen, beim Faulherrenhof, bei Gobühl und an den Südosträndern der Wälder Riegelhof und Krummholz, die jeweils etwa 513 m ü. NHN erreichen.
Im Gebiet gibt es nur wenig Wald, dieser steht überwiegend an der Südost- und Südgrenze und kommt sonst nur in Gestalt kleiner Waldinseln und schmaler Hangwaldstreifen am Taleinschnitt vor. Im offenen Gebiet ist der Wiesenanteil größer als der beackerte.
Ausgenommen nur winzige unbewohnte Randzwickel, die zu anderen Gemeinden gehören, haben einen Gebietsanteil nur die Teilgemarkung Laubach der Gemeinde Abtsgmünd und die Stadtteilgemarkung Dewangen von Aalen. Der Laubacher um den untersten Lauf ist etwa 1⁄2 km² groß, womit der weit überwiegende zu Dewangen gehört. Im Laubacher Anteil ist das kurz vor der Mündung durchflossene Dorf Laubach der einzige Ort, während die übrigen Siedlungsplätze im Dewanger Teil liegen: Die kleineren Weiler Schultheißenhöfle und wenig danach Riegelhof liegen am Oberlauf, der große Weiler Reichenbach am Mittellauf sowie der kleine Weiler Bronnenhäusle oder Bronnenhaus am Beginn des Unterlaufs. Die Weiler Faulherrnhof und Bernhardsdorf stehen auf der rechten Wasserscheide, der Weiler Neuhof am rechten Hang gegenüber dem Riegelhof. Der Hof Gobühl steht auf der östlichen Wasserscheide, das Freudenhöfle und der Weiler Lusthof stehen auf der linken. Zwischen dieser und dem Gewässerlauf liegen verstreut der Dreherhof, der Hof Rauburr, der Weiler Aushof, das Streithöfle, der Kleindölzer und der Großdölzer Hof sowie das Kohlhöfle.
Reihum grenzen die Einzugsgebiete folgender Nachbargewässer an:
- Mündungsnah im Norden konkurriert der kurze Kauwiesenbach, der wenig unterhalb von Laubach an der Laubacher Mühle in die Lein mündet;
- im übrigen Norden und Nordosten grenzt das Einzugsgebiet des noch tieferen Lein-Zuflusses Stapfelbach an;
- im Osten liegt das Quellgebiet des anfangs Nesselbach genannten Rombachs, der sein Wasser über die Aal weit oberhalb der Lein zum Kocher abführt, sowie das des hohen Rombach-Zuflusses Pfostenbach;
- im Südosten entsteht der Sauerbach, der sich mit dem genannten Rombach zur Aal vereint;
- im Süden führt der Sulzbach sein Wasser über die Alte Rems zur Rems, einen Neckar-Zufluss weit oberhalb des Kochers, der Ellertbach das seine über den Ammersbach zur Rems und auch der oberste Ammersbach selbst konkurriert jenseits eines Wasserscheidenabschnitts;
- im Westsüdwesten fließen Küferbach und weniger weit flussaufwärts des Laubachs als dieser auch der Schafwaldbach nun wiederum zur Lein.

### Zuflüsse und Seen
Hierarchische Liste einer Auswahl der Zuflüsse, jeweils von der Quelle zur Mündung. Gewässerlänge, Einzugsgebiet und Höhe nach den entsprechenden Layern auf der Onlinekarte der LUBW. Andere Quellen für die Angaben sind vermerkt.
Ursprung des Laubachs in offenem Lauf auf etwa 480 m ü. NHN etwa 350 m östlich von Aalen-Schultheißenhöfle im Wald.
- (Unterirdischer Oberlauf), von rechts und Ostnordosten auf etwa 459 m ü. NHN etwa 0,2 km nordöstlich des Schultheißenhöfles, 0,7 km und unter 0,2 km². Entsteht auf etwa 492 m ü. NHN 0,1 km südwestlich von Aalen-Gobühl an der Westseite der L 1080 Essingen-Dewangen. Der offene Lauf bis dorthin ist unter 0,3 km lang und hat ein Einzugsgebiet von unter 0,1 km².
- Riegelbach, von links und Westen auf etwa 454 m ü. NHN kurz vor Aalen-Riegelhof, 1,0 km und ca. 0,5 km². Entsteht auf etwa 483 m ü. NHN 0,2 km ostnordöstlich von Aalen-Dreherhof am Beginn der Wolfsklinge am Waldrand westlich der L 1080. Hat etwa ebenso viel Einzugsgebiet wie der Laubach oberhalb seiner Zumündung, der danach etwa in der Riegelbach-Richtung weiterfließt.
  - (Anderer Waldoberlauf), von links und Westsüdwesten auf etwa 466 m ü. NHN am Waldrand westlich des Dreherhofs, 0,5 km und ca. 0,1 km². Entsteht auf etwa 494 m ü. NHN nahe dem Südosteck der vom Schäferhundeverein Ostalb genutzten Waldlichtung.
- Wiesengraben oder Wiesenbach, von links und Südsüdosten auf etwa 445 m ü. NHN gleich nach dem Riegelhof, 1,1 km und ca. 0,7 km². Entsteht auf etwa 485 m ü. NHN im Waldgewann Krummfeld.
  - (Bach von nahe Rauburr), von rechts und Osten auf etwa 458 m ü. NHN südlich des Riegelhofs, 0,7 km und ca. 0,3 km². Entsteht auf etwa 484 m ü. NHN 0,3 km ostnordöstlich des Hofes Aalen-Rauburr im Wald Riegelhof.
- Reichenbacher Haldenbach, von links und Süden auf etwa 427 m ü. NHN am unteren Ortsrand von Aalen-Reichenbach, ca. 1,1 km[LUBW 7] und ca. 0,8 km². Entsteht auf etwa 460 m ü. NHN zwischen Aalen-Kohlhöfle im Westen und Aalen-Großdölzer Hof im Südosten.
- (Bach durch die Kapellwiesen), von rechts und Osten auf etwa 408 m ü. NHN zwischen Reichenbach und Aalen-Bronnenhaus, ca. 1,9 km[LUBW 8] und ca. 1,1 km². Entsteht auf etwa 475 m ü. NHN 0,7 km nordnordwestlich von Aalen-Neuhof im Ackergewann Steighölzle.

Mündung des Laubachs von rechts und Südsüdosten auf etwa 379 m ü. NHN bei Schloss Laubach am Ortsrand von Abtsgmünd-Laubach von rechts in die untere Lein. Der Laubach ist ab der Quelle seines offenen Oberlaufasts 5,1 km, ab der seines verdeckten 5,6 km lang und hat ein 6,7 km² großes Einzugsgebiet.

## Geologie
Das Einzugsgebiet zerfällt geologisch in zwei etwa gleich große Teile. Im Südwesten im Naturraum des Wellandes steht flächenhaft die unterste Schicht Opalinuston des Braunjuras an, im Nordosten unterhalb einer das Gebiet von Südwest nach Nordost entlang der Naturraumgrenze zu den Liasplatten über Rems und Lein teilenden Linie, die etwa bei Reichenbach das Tal quert, liegen dagegen oberhalb des Taleinschnitts flächenhaft fast überall verschiedene Schichten des Schwarzjuras.
In der Talkerbe beginnt der Schwarzjura dagegen schon früher am Zufluss des Riegelbachs etwas vor dem Riegelhof, der Bach schneidet sich von dort an nacheinander durch den Jurensismergel, den Posidonienschiefer, den Amaltheenton, den Numismalismergel und im Ortsbereich von Reichenbach weiter und meist schnell den Obtususton, den Arietenkalk, den Angulatensandstein und am Ortsende den Psilonotenton, die unterste Schicht des Schwarzjuras.
Danach setzt auf dem Talgrund der Mittlere Keuper ein, in dem sich der Bach bald durch den Knollenmergel (Trossingen-Formation) geteuft hat und dann lange bis zur Mündung in die Lein im Stubensandstein (Löwenstein-Formation) läuft.
Die Bachläufe im oberen Einzugsgebiet bis zum Obtususton sind von holozänen Schwemmsedimentbändern begleitet, ausgenommen nur am heute unterirdischen rechten Oberlauf, wo der Bach nach der geologischen Karte unter einer recht großflächigen Aufschüttung verschwunden ist. Im Untertal setzt ein solches Sedimentband im Stubensandstein erst wieder im Ortsbereich des Dorfes Laubach ein. Seine letzten Meter läuft der Laubach in den Auenlehmen um die Lein.
Dank seiner oft steilen Kanten gibt es im Tal vom Riegelhof an bis zum Bronnenhaus hinab ein halbes Dutzend guter Aufschlüsse im Schwarzjura und teils auch tiefer im bankigen Stubensandstein, die als Geotope ausgewiesen sind.

## Natur und Schutzgebiete
Am rechten Ufer des Laubachs entlang erstreckt sich etwa 150 Meter lang und rund 30 Meter breit das Feuchtgebiet beim Faulherrnhof, ein Naturdenkmal.
Vom Riegelhof an gehört die Talmulde mit Unterbrechungen zu Landschaftsschutzgebieten, zunächst mit Ausnahme der Ortslage von Reichenbach bis etwa zum Brunnenhaus zum Landschaftsschutzgebiet Laubachtal, daran anschließend und bis zur Mündung mit Aussparung nur der Ortslage von Laubach zum Landschaftsschutzgebiet Unteres Leintal mit Nebentälern, das weit über das Einzugsgebiet ausgreift.
Der Gebietsanteil der Gemeinde Abtsgmünd am untersten Lauf liegt im Naturpark Schwäbisch-Fränkischer Wald.

## Tourismus
Der Limes-Wanderweg (Hauptwanderweg 6) des Schwäbischen Albvereins auf seiner Etappe zwischen Schwäbisch Gmünd und Hüttlingen berührt das Einzugsgebiet an seinem Südwesteck beim Lusthof und verläuft später auf der südöstlichen Wasserscheide bei Rauburr. Ein Radweg quert Bach und Tal in Reichenbach, ein anderer in Laubach.

### LUBW
Amtliche Online-Gewässerkarte mit passendem Ausschnitt und den hier benutzten Layern: Lauf und Einzugsgebiet des Reichenbacher Laubachs

Allgemeiner Einstieg ohne Voreinstellungen und Layer: Daten- und Kartendienst der Landesanstalt für Umwelt Baden-Württemberg (LUBW) (Hinweise)
1. 1 2 3 4  Höhe nach dem Höhenlinienbild auf dem Hintergrundlayer Topographische Karte.
2. 1 2  Höhe nach grauer Beschriftung auf dem Hintergrundlayer Topographische Karte.
3. 1 2 3  Länge nach dem Layer Gewässernetz (AWGN).
4. 1 2  Einzugsgebiet nach dem Layer Basiseinzugsgebiet (AWGN).
5. ↑  Natur teilweise nach dem Layer Geschützte Biotope.
6. ↑  Einzugsgebiet abgemessen auf dem Hintergrundlayer Topographische Karte.
7. ↑  Länge nach dem Layer Gewässernetz (AWGN), ergänzt um ein kleines, auf der Gewässerkarte nicht berücksichtigtes Anfangsstück, das auf dem Hintergrundlayer Topographische Karte abgemessen wurde.
8. ↑  Länge abgemessen auf dem Hintergrundlayer Topographische Karte.
9. ↑  Geotope nach dem einschlägigen Layer.
10. ↑  Schutzgebiete nach den einschlägigen Layern.

### Andere Belege
1. ↑  Modellierte Werte nach Abfluss-BW Gewässerknoten MQ/MNQ
2. ↑  Hansjörg Dongus: Geographische Landesaufnahme: Die naturräumlichen Einheiten auf Blatt 171 Göppingen. Bundesanstalt für Landeskunde, Bad Godesberg 1961. → Online-Karte (PDF; 4,3 MB)
3. ↑  Geologie nach den Layern zu Geologische Karte 1:50.000 auf: Mapserver des Landesamtes für Geologie, Rohstoffe und Bergbau (LGRB) (Hinweise)